# Croton sublepidotus
Croton sublepidotus är en törelväxtart som beskrevs av Johannes Müller Argoviensis. Croton sublepidotus ingår i släktet Croton och familjen törelväxter. Inga underarter finns listade i Catalogue of Life.